# スクンビオス県
スクンビオス県（スクンビオスけん、西: Provincia de Sucumbíos）は、エクアドル北東部の県。県都はヌエバ・ロハ（別名 ラゴ・アグリオ）で、県の最大都市でもある。総面積は1万8612 km2とエクアドルの県のなかで4番目に大きく、そこに1998年時点で14万4774人が暮らす。

## 地理
北でコロンビアと、南でナポ県・オレリャナ県と、西でカルチ県・インバブーラ県と、南西でピチンチャ県と、東でペルーとそれぞれ接する。エクアドルの県で唯一、2つの国と境を接する。
西部には東アンデス山脈が聳え、多くの河川が源を発する。県内で最も主要な山は活火山のラベンタドール山。東部はアマゾン盆地となっており、気温が高い。
最も重要な河川はアクアリコ川で、ヌエバ・ロハ近郊を流れ、ペルー国境でナポ川と合流する。コロンビア国境を流れるプトゥマヨ川、南部を流れるコカ川やナポ川なども主要河川である。

## 歴史
油田が発見されるまで、スクンビオスは原住民のみが住む未開発の地であった。建設から9年後の1979年にヌエバ・ロハはナポ県のラゴ・アグリオ郡の中心都市となった。そして1989年、エクアドル21番目の県として設立された。

## 経済
県内で最も重要な資源は石油で、経済の面では国内で最も重要な県のひとつとなっている。

## 隣接する県
- ナリーニョ県
- プトゥマヨ県
- ロレート県
- オレリャーナ県
- ナポ県
- ピチンチャ県
- インバブーラ県
- カルチ県

## 郡と都市
スクンビオス県は7つの郡に分けられる。
| 郡名                 | 人口 （2001年国勢調査） | 面積（km2） | 中心都市                                 |
| -------------------- | ----------------------- | ----------- | ---------------------------------------- |
| カスカレス郡         | 7,409                   | 1,248       | エル・ドラド・デ・カスカレス             |
| クヤベノ郡           | 6,643                   | 3875        | タラポア                                 |
| ゴンサーロ・ピサロ郡 | 6,964                   | 2,223       | ルンバキ                                 |
| ラゴ・アグリオ郡     | 66,788                  | 3,139       | ヌエバ・ロハ（ラゴ・アグリオ）           |
| プトゥマヨ郡         | 6,171                   | 3,559       | プエルト・エル・カルメン・デ・プトゥマヨ |
| ススフィンディ郡     | 32,184                  | 2,463       | ススフィンディ                           |
| スクンビオス郡       | 2,836                   | 1,502       | ラ・ボニータ                             |